# Jan Lachnit
Jan Jindřich Lachnit (7. listopadu 1818 Brno – 30. října 1895 Brno) byl rakouský právník a politik české národnosti z Moravy; poslanec Moravského zemského sněmu a představitel české menšiny v Brně.

## Biografie
V letech 1828–1833 vystudoval v Brně gymnázium, potom v období let 1834–1835 filozofii v Brně a následně od roku 1836 do roku 1841 práva na Františkově univerzitě v Olomouci. Od roku 1839 pracoval na finanční prokuratuře v Brně. Od roku 1846 byl advokátem v Kroměříži, od roku 1850 v Brně. Byl členem Moravské advokátní komory. V roce 1880 ukončil výkon advokacie. V roce 1890 byl jmenován říšským radou a členem státního soudního tribunálu. V letech 1867–1889 působil na postu generálního ředitele Moravsko-slezské vzájemné pojišťovny, později v ní fungoval na pozici viceprezidenta a správního rady. Byl veřejně a politicky činný. Byl členem správní rady Besedního domu a předsedou moravské akciové knihtiskárny. Od roku 1861 do roku 1886 působil coby starosta českého čtenářského spolku v Brně. Vykonával i funkci pokladníka Matice velehradské. Byl členem družstva Moravská orlice a členem výstavní komise při císařské jubilejní výstavě v Brně roku 1888. Měl titul rytíře. Čestné občanství mu udělilo Brno, Jihlava, Uherské Hradiště a Adamov. Získal Císařský rakouský řád Leopoldův a Řád svatého Řehoře Velikého.
Už během revolučního roku 1848 se zapojil i do vysoké politiky. V zemských volbách roku 1848 na Moravě byl také zvolen na Moravský zemský sněm, kde zastupoval kurii korporací a měst v držení velkostatků, obvod manské statky Kroměříž. Patřil k Národní straně (staročeská).
Do politiky se vrátil po obnovení ústavního systému vlády. V doplňovacích zemských volbách 15. listopadu 1865 se opět stal poslancem Moravského zemského sněmu, za kurii venkovských obcí, obvod Olomouc, Prostějov, Plumlov. Mandát obhájil v zemských volbách v lednu 1867, nyní za kurii měst, obvod Boskovice, Jevíčko, Konice, Tišnov. V krátce poté konaných zemských volbách v březnu 1867 zvolen nebyl, ale na sněm nastoupil dodatečně 8. července 1869.
Zemřel náhle v říjnu 1895 ve věku 77 let. Chystal se k večerní návštěvě českého divadla. Cestou se ještě zastavil v čítárně Besedního domu. Při četbě novin ho stihl záchvat mrtvice a na místě byl mrtev. Je pohřben na Ústředním hřbitově v Brně.